# Colorvariation
COLORVARIATION（カラーバリエーション）は、ボーカルのRHUとコンポーザーのMotohashi Kazumiによって2000年に結成されたバンドユニット。エレクトロによる打ち込みを主体に民族音楽や、ラテン、ロック、レゲエなど幅広い要素が混在するクラブミュージックを演奏する変幻自在のユニット。

## 概要
東京都内、横浜、湘南を中心に活動。Club Asia、THE ROOM、LOOP、O-EASTや、SPUTNIK、HELMET ROCK CAFE、横浜HEAVEN、Amazon Club、横浜マリンタワー、Bar & Gig Smoky、THE CLUB SENSATION、BLAZE PIPE、横浜開港祭、金沢文庫芸術祭など様々なクラブ、ライブハウス、イベントで演奏活動を展開している。
『Color Variation』（2000年、Daiz Records）と『Neue Musik』（2003年、Daiz Records）の2枚のアルバムと1枚のアナログカットを発売している。
2006年には韓国のイテウォンでライブを行うなど、国境を超えて活躍している。
作詞/編曲を担当するMotohashi KazumiはLewis Vuiton名義で「Like a virgin」（マドンナ）や「NO,NO,NO」（デスティニーズ・チャイルド）のトランスアレンジなどを手掛けている。

## メディア [Media]
- ファーストアルバムに収録されている「Space Chappie」がマイクロソフト社のゲーム機Xboxのレーシングゲームプロジェクト ゴッサム レーシングで使用されている。
- ボーカルのRHUは「Number201 feat.rhu」の名義でFate/hollow ataraxiaに参加。オリコン初登場で5位という快挙を成し遂げた。
- セカンドアルバム「NEUE MUSIK」発売の際には俳優として国際的に活躍、またミュージシャンとしても独自の世界観をみせる俳優の浅野忠信から「この贅沢な15曲で彼らの持つ可能性を存分に感じられると思います。」とのコメントを得た。
- Colorvariationはサーフィンやスノーボード、スケートボードなど、いわゆる横ノリ系をはじめ多くの映像作品に曲を提供している。代表作としては、
  - BLUEBLOOD [1]
  - BALANCE　／　[2]
  - 車団地(Car Danchi)　／　Neil Hartmann
  - A☆F☆ROMAN　／　Kosuke Nohara
  - SWITCH　／　Concent Production
  - 車団地2(Car Danchi2)　／　Neil Hartmann
- などがあり、日本のスノーボード雑誌Freerunのスペシャルイベントを収録したDVDや、アンダー、オーヴァーを問わずスケートボードのビデオでも曲が使用されている。
- 漫画家である小林まことが作詞作曲した「柔道部物語」などの楽曲にRHUが歌い手として参加。アレンジとミックスをmotohashi kazumiが手掛けている。